# Свети Атанасий Атонски (Портария)
„Свети Атанасий Атонски“ (на гръцки: Άγιος Αθανάσιος ο Αθωνίτης) е възрожденска православна църква, разположена в Портария на полуостров Касандра. Църквата е построена в 1860 година в малка борова горичка на изхода на селото. Посветена е на основателя на светогорската монашеска република свети Атанасий Атонски, покровител на Портария. В негова чест всяка година в началото на май в Портария се организират халкидическите спортни игри Агиотанасия.